# Список послов Великобритании в Греции

## Посланники
- 1835—1849: Эдмунд Лайонс

- 1916—1917: Гренвиль Левесон-Гоуэр

- 1921—1922: Фрэнсис Линдли
- Дипломатические отношения разорваны
- 1924—1926: Милн Читем
- 1926—1929: Перси Лорейн
- 1929—1933: Патрик Рамзай
- 1933—1939: Сидней Ватерлоо
- 1939—?: Чарльз Майкл Паларет

## Послы
- 1974—1978: Брукс Ричардс
- 1978—1982: Иэн Сазерленд
- 1996-1999: Ллевеллин-Смит, Майкл
- 2004—2009 Гасс, Саймон
- 2009—2013 Лэндсмэн, Дэвид